# Correction de la Linth

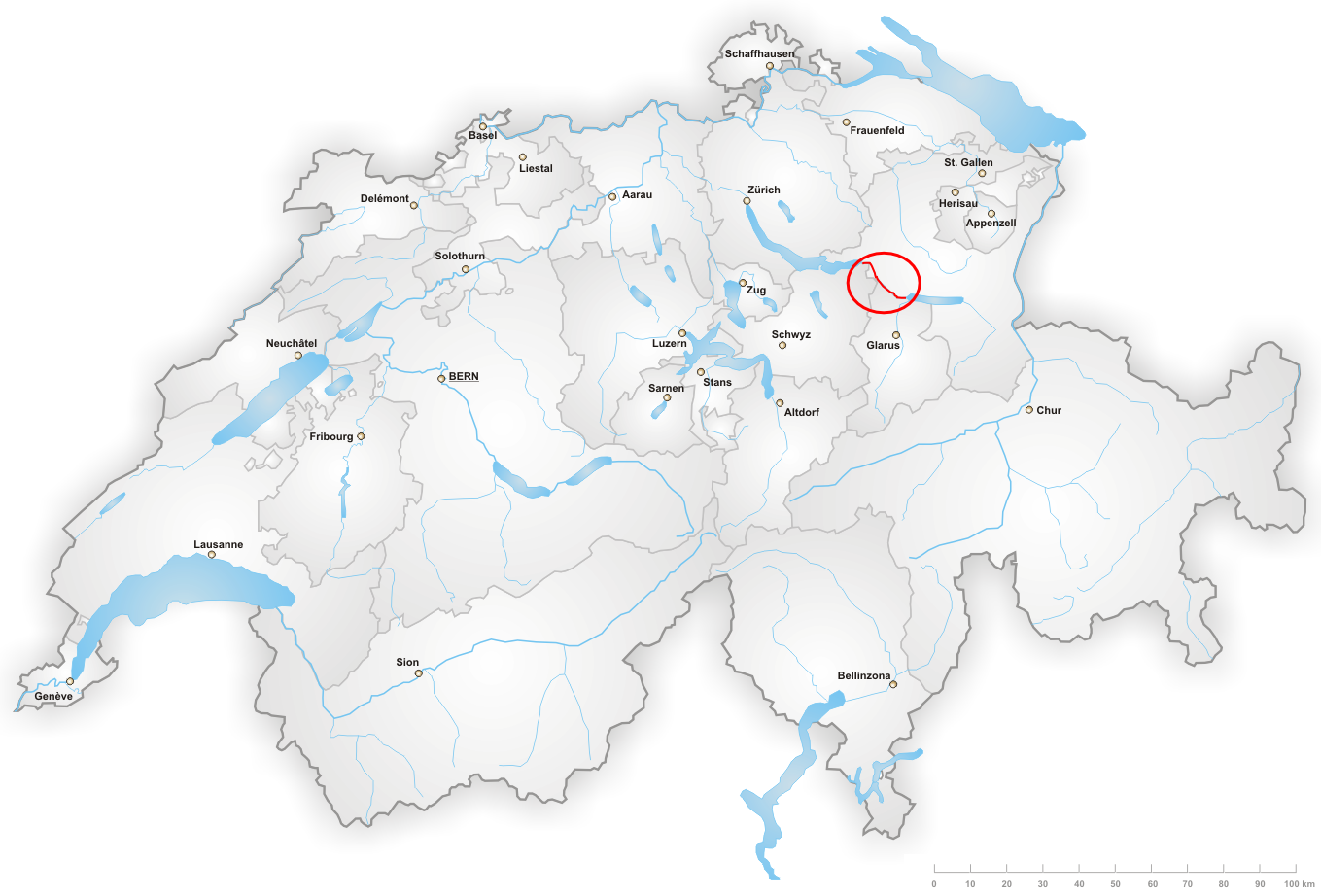
Situation de la zone concernée en Suisse.

La correction de la Linth désigne des travaux hydrauliques réalisés en Suisse au début du XIXe siècle. Ces travaux ont consisté à modifier le cours de la Linth pour la faire passer par le lac de Walenstadt et à canaliser le cours de la rivière entre les deux lacs de Walenstadt et de Zurich, ceci dans le but d'éviter les inondations dans la plaine de la Linth.

## Géographie

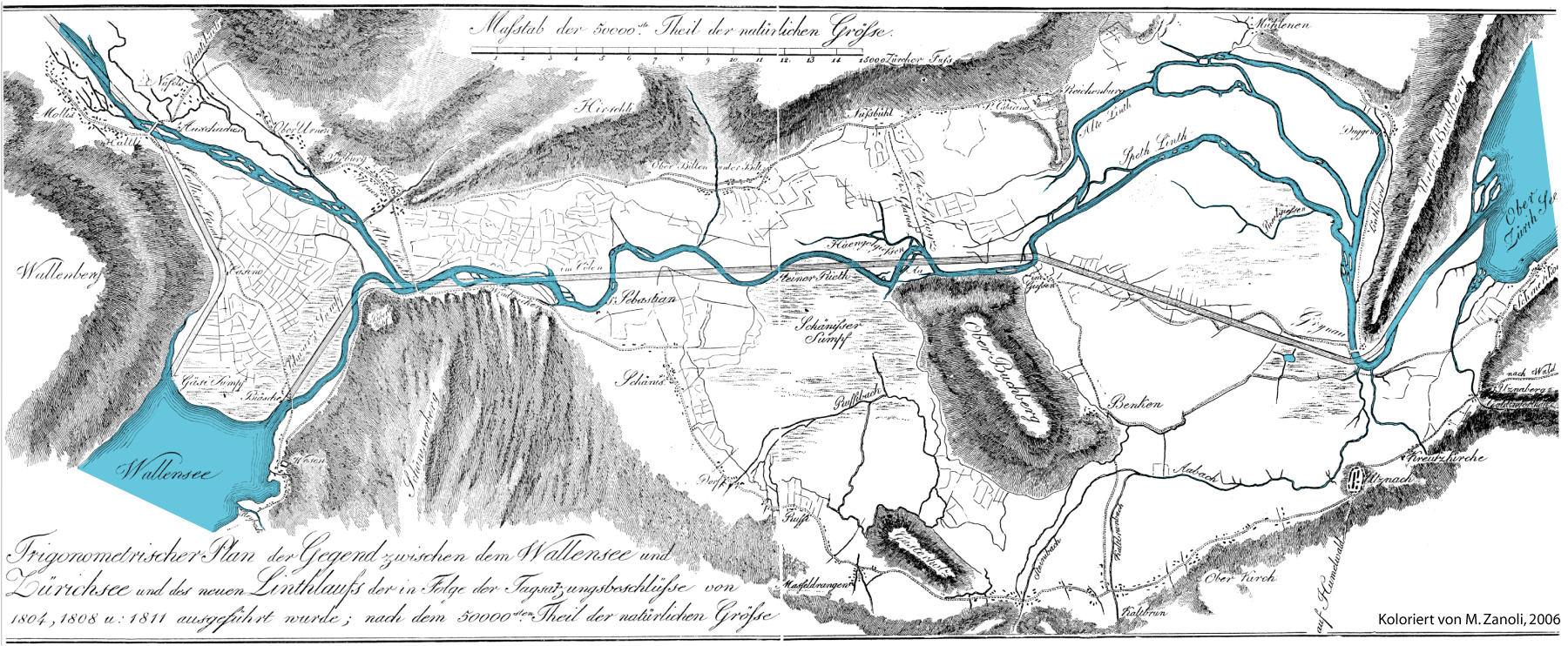
Plan de la plaine de la Linth, avant et après la correction.

La Linth prend sa source dans les Alpes glaronaises dans l'Est de la Suisse. Son cours suit un parcours du sud vers le nord, traverse la plaine de la Linth (entre les lacs de Walenstadt et de Zurich) à hauteur de Niederurnen puis se jette dans le lac de Zurich. En se jetant dans ce lac, elle devient un affluent de l'Aar qui est elle-même un affluent du Rhin.
Avant les travaux de correction de la Linth, la Maag, émissaire du lac de Walenstadt, rejoint la Linth à Ziegelbrücke. Depuis 1816, la Linth est déviée depuis Mollis dans le canal de Mollis jusqu'au lac de Walenstadt et son cours est complètement canalisé dans la zone de plaine entre les deux lacs. La Linth est ainsi devenue la rivière émissaire du lac de Walenstadt, la Maag étant intégrée au cours de la Linth.
La Linth est parfois appelée « Linth de Glaris » en opposition à la Maag, ex-affluent de la Linth, appelée alors « Linth de Weesen ».

## Histoire

### Formation des lacs de Walenstadt et de Zurich
Au moment où la dernière glaciation s'achève il y a 12 000 ans, les lacs de Walenstadt et de Zurich n'en forment qu'un seul. Par la suite, les grands quantités d'alluvions et de matériaux solides charriés par les torrents de montagne ont commencé à lentement combler ce grand lac qui a petit à petit diminué de taille pour finalement se séparer et former les deux lacs existant aujourd'hui. Ce phénomène de comblement de lac par apport d'alluvions perdure aujourd'hui, c'est un caractère indissociable des lacs de montagne. 
À la fin de l'époque romaine, le lac de Zurich s'étend vers l'est jusqu'à Uznach et Benken, au sud jusqu'à Reichenburg, cette zone est appelée « baie de Tuggen ». Le comblement de la zone se fait naturellement par apport de dépôts alluvionnaires. Vers l'an 1000, la baie de Tuggen est coupée du lac de Zurich et forme le lac de Tuggen. En 1450, ce lac mesure 4 km2 et en 1550, il est totalement comblé.

### Élévation du cours de la Linth

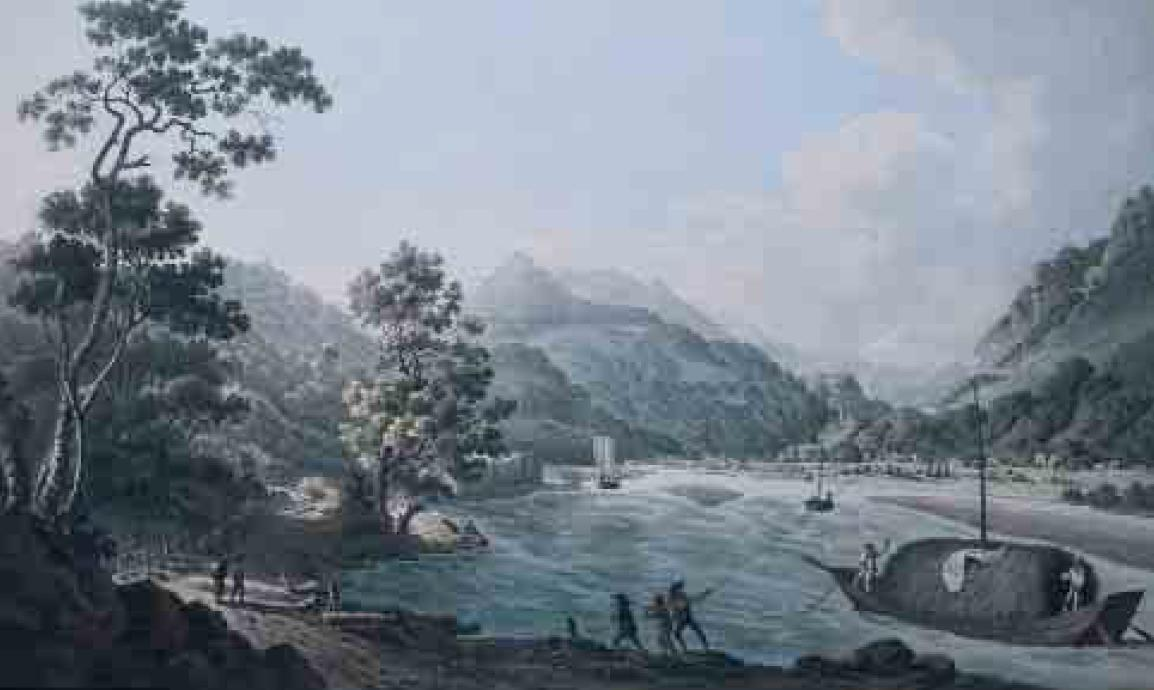
La Linth en 1796 à Ziegelbrücke.

À la fin du XVIIIe siècle, le cours de la Linth s'est élevé de plusieurs mètres. En 1804, Hans Conrad Escher évoque une élévation de dix pieds - soit environ trois mètres - à Ziegelbrücke « pendant la seconde moitié du siècle passé ».
Selon Daniel Vischer, cet exhaussement du cours est une conséquence du comblement du lac de Tuggen évoqué précédemment. Avant ce comblement, la Linth charrie directement ses alluvions jusqu'au lac de Tuggen, à partir du moment où celui-ci est comblé, le cours de la Linth augmente de quatre kilomètres soit la longueur du lac de Tuggen. Les alluvions ont commencé à se déposer sur toute la longueur du cours rehaussant le niveau d'environ trois mètres.
L'exhaussement du lit de la Linth a pour conséquence l'obstruction de l'écoulement du lac de Walenstadt. Les inondations se font de plus en plus fréquentes, la Linth essayant de se trouver un nouveau lit. À partir de 1750 en particulier, les villages de Weesen et de Walenstadt sont fréquemment inondés, provoquant à chaque fois d'importants dégâts. Les nombreux torrents latéraux s'écoulant dans cette zone débordent aussi. De la même façon que la Linth, ils cherchent à trouver de nouveaux lits, les précédents étant emplis par les eaux de la Linth. Sans intervention humaine, un processus naturel se serait mis en place, avec le lent comblement de la plaine par les alluvions de la Linth et des torrents en crues. Cette recrudescence d'inondations provoque de nombreux dommages pour les populations vivant sur place.

### Propositions de correction
En 1760, le bailli Stanislaus Alois Christen d'Unterwald attire, sans succès, l'attention de la Diète fédérale au sujet des inondations dans cette zone. Dans les années suivantes la situation empire et c'est au tour de Samuel Wagner, bailli de Sargans, d'adresser un nouveau rapport à la Diète en 1781. Finalement, en 1783, un mandat est confié au géomètre bernois Andreas Lanz qui rend son rapport l'année suivante.
Ce rapport, intitulé « Plan géométrique d’une partie du lac de Walenstadt avec son émissaire et la réunion des Linth de Glaris et de Weesen, accompagné de dessins de projets pour remédier à l’entrave à l’écoulement du lac de Walenstadt », présente divers solutions : la première consiste à dévier la Linth de Glaris dans le lac de Walenstadt alors que les trois autres préconisent une canalisation des Linth de Glaris et de Weesen. Andreas Lanz explique dans son rapport que la première solution, bien qu'étant la plus coûteuse, est la seule permettant de réaliser le but fixé à long terme. La Diète fédérale, dont les moyens sont limités, ne prend aucune décision.
En 1792, un négociant et industriel d'Aarau, Johann Rudolf Meyer, commande un rapport sur les difficultés de la région. Il utilise ce rapport pour exposer à la Société helvétique, dont il est le président, les conditions de vies des populations locales. Le problème de la Linth est traité lors de l'assemblée de 1793 de la Société à la suite de quoi Hans Conrad Escher décide de s'intéresser au problème. Au cours de l'année 1793, il visite la plaine de la Linth en compagnie du capitaine des mines bernois Johann Samuel Gruner. Pendant cette visite, Escher se convainc que la seule solution est le détournement de la Linth dans le lac de Walenstadt, tel que proposé par Lanz. Dans les années qui suivent, il tente de rallier les responsables à cette idée et en particulier la Diète à qui il soumet un rapport imprimé en 1797.
L'invasion française de 1799 et l'instauration de la République helvétique marque un coup d'arrêt dans le processus, Escher se voyant confier d'autres responsabilités par le nouveau régime. C'est alors Jean Samuel Guisan, un ingénieur d'Avenches qui se voit confier l'étude de la région, termine à la fin 1798 un rapport intitulé « Rapport sur les Débordements de la Linth » qui abonde également dans le sens de Lanz. Néanmoins, l'agitation politique et militaire des années suivantes empêche toute réalisation. En 1803, la situation politique de la Suisse s'apaise. La République helvétique centralisée cède sa place à un système fédéraliste régi par l'Acte de médiation. 
Sous l'impulsion des cantons de Glaris et Saint-Gall, la Diète nomme un comité de planification présidé par Escher. En 1804, elle décide des premiers travaux : percement d'un canal pour détourner la Linth dans le lac de Walenstadt et approfondissement de la Maag jusqu’à Ziegelbrücke. De plus, la Diète se place comme maître d'ouvrage. Enfin, elle finance les travaux par l'émission d'actions. La direction opérationnelle des travaux est confiée à une commission de surveillance présidée par Escher.

### Financement des travaux
Afin de trouver les fonds nécessaires au financement des travaux, la Diète fédérale demande à Escher d'écrire en compagnie du théologien et philosophe bernois Johann Samuel Ith un « Appel à la nation suisse pour sauver les habitants des rivages du lac de Walenstadt et de la vallée inférieure de la Linth qui ont sombré dans la misère à cause de l’extension des marais ». Selon Thürer en 1966, cet écrit est « l'un des documents les plus remarquables de l’histoire suisse ».
L'engouement populaire lié à la diffusion du manuscrit dépasse les espérances des promoteurs. En effet, la vente de 1 600 actions est prévue pour la création d'une société par action mais ce sont finalement plus de 2 000 qui sont vendues à des cantons, des communes, des institutions religieuses, des entreprises et des particuliers. Le financement est assuré sans que la confédération ne participe.

### Travaux
Lors des travaux de déviation de la Kander, rivière dans la région du lac de Thoune, une erreur a été commise. La Kander a été détournée dans le lac de Thoune, augmentant ainsi le débit entrant dans le lac de 60 %, sans agrandir l'exutoire du lac. Selon Schnitter en 1992, le détournement de la Linth dans le lac de Walenstadt a augmenté le débit entrant de 160 % dans le lac. La commission de surveillance des travaux retient les échecs de la Kander et commence les travaux des canaux d’entrée et de sortie du lac quasi simultanément.
En août 1807, les travaux commencent par le creusement du canal de la Linth à Ziegelbrücke et un mois plus tard ce sont les travaux sur le canal de Mollis qui débutent. Le canal de Mollis est creusé directement dans des champs, cependant le canal de la Linth longe la Linth et la Maag sur treize des 17 kilomètres de son parcours. Sur ces treize kilomètres, le creusement constitue essentiellement une rectification du cours des deux rivières. En revanche, le tronçon de quatre kilomètres entre Giessen et Grinau est creusé en pleine campagne.
Étant donné que le canal de la Linth coupe le cours de la Linth et de la Maag, les travaux de creusement du canal se déroulent sur douze tronçons différents et ce avec des modes de construction divers. Les travaux sont réalisés à la main, les matériaux d'excavation sont évacués du site directement par la rivière. Au plus fort des travaux, on compte environ 800 ouvriers locaux sur les 24 kilomètres du tracé des deux canaux. 
Les travaux du canal de Mollis s'achèvent en 1811. La Linth n'a pas été utilisé comme force érosive pour les travaux de ce canal ainsi, le jour de son inauguration le 8 mai 1811, le canal est complètement vide. Dans un rapport de 1824, la phase de mis en eau du canal est décrite en ces termes :
« En ce jour de gloire qui était le leur, les hommes de la Linth coupèrent le haut remblai de sable avec le plus grand soin, encouragés par l’intérêt des spectateurs. Un cri de joie et voilà la Linth qui suit son seigneur et maître comme il le désire ! D’abord sous forme de petit ruisseau qui cherche son nouveau chemin, puis toujours plus large, plus profonde et plus pleine, vague après vague. Les berges de sable (du remblai) s’écroulent. Ondoyante et écumante, la Linth s’engouffre dans le canal où elle est emprisonnée par un beau lit régulier. Et maintenant, les flots impétueux coulent sagement en vagues douces vers le profond lac de Walenstadt. »
À la suite de l'ouverture du canal de Mollis, l'ancien cours de la Linth entre Mollis de Ziegelbrücke est asséché, la fin des travaux sur le canal de la Linth en est facilité. En effet, les alluvions se déposant désormais dans le lac de Walenstadt, l'eau coulant dans la Linth est plus claire. L'achèvement du dernier tronçon, entre Giessen et Grinau (aussi appelé canal de Benken), permet l'ouverture du canal de la Linth le 17 avril 1816.

### Retouches et aménagements suivants

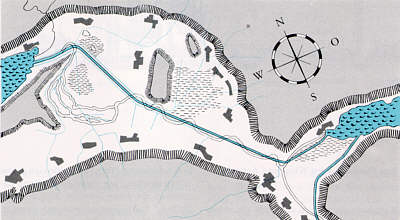
Nouveau cours de la Linth dans le canal de la Linth, gravure du XIXe siècle.

En 1817, des crues provoquent quelques inondations mais elles sont bénéfiques. Ces inondations élargissent naturellement le lit du canal de la Linth, désormais emprunté par la Linth. Ces inondations impliquent les premières retouches. Divers retouches et aménagements ont lieu en 1832 et 1840.
En 1832, le chenal central du canal de Mollis est rétréci afin d'augmenter l'évacuation des alluvions dans le lac de Walenstadt. Cependant, la capacité d'écoulement du canal diminue et la Linth déborde en 1840, 1841 et 1846. En 1841, des travaux permettent d'augmenter la hauteur des digues et de prolonger l'embouchure dans le lac de Walenstadt. D'autres retouches sont réalisées dans le but de protéger les canaux contre les débris alluvionnaires des rivières coulant dans la région et des bassins de rétentions sont creusés à cette fin.
Les terres gagnées sur les marais permettent le développement industriel de la région au XIXe siècle : dans la région de Ziegelbrücke en particulier, une imprimerie de tissus voit le jour en 1830, suivie en 1903 par une fabrique d'amiante-ciment puis en 1833 par une fabrique de tissage de coton dont les bâtiments seront plus tard répertoriés dans l'inventaire fédéral des sites construits à protéger en Suisse. Le village voisin de Niederurnen se transforme également progressivement en un village industriel.
Pendant la Seconde Guerre mondiale, la Suisse lance le plan Wahlen afin de se prémunir contre la pénurie de ressources. Dans le but de dégager un maximum de terres cultivables, des travaux d'assainissement sont réalisés dans la partie supérieure de la plaine de la Linth. Au cours de cette période, la zone revêt une importance militaire stratégique et elle est intégrée dans la ligne de défense Linth-Limmat. Ainsi, des ouvrages d'infanterie sont aménagés dans les digues et la plaine de la Linth est potentiellement inondable par les autorités. D'autres travaux d'assainissement sont réalisés dans la partie inférieure de la plaine jusqu'en 1965.

### Actionnariat
L'entreprise par actions créée pour les travaux est dissoute en 1827. Le nombre final d'actions est de 4 070, ces actions sont remboursées sous déduction d'un don de l'ordre de 10 %. En 1845, ce remboursement est achevé à l'exception de 100 000 roubles versés par le Tsar russe à Escher au titre d'aide à la Suisse orientale. Cette somme est versée par la suite à des écoles pour les pauvres et à d'autres buts caritatifs.
Hans Conrad Escher ne réclame aucune rémunération pour son travail. Il voit la fin des travaux mais meurt en 1823 avant la dissolution de l'entreprise. La Diète fédérale lui décerne le titre honorifique de Von der Linth et renomme le canal de Mollis en « canal Escher ». Une plaque commémorative est posée en son honneur à Ziegelbrücke, sur laquelle est écrit, en latin :
| Au bienfaiteur de cette région, Joh. Conrad Escher von der Linth, né le 24 août 1767, décédé le 9 mars 1823, la Diète fédérale. Les habitants lui doivent la santé, le sol ses fruits, la rivière son cours réglé, la nature et la patrie louent son âme. Confédérés ! Qu'il vous serve d'exemple ! |

## Suivi des installations
À la fin des travaux, les responsables de ceux-ci estiment que cet ouvrage nécessite une surveillance constante. En 1812, la Diète fédérale délimite les tâches d'une « Commission fédérale de la Linth ». Un arrêté fédéral de 1862 délimite son organisation et ses compétences sont précisées par des lois fédérales de 1867 et 1882. Entre 1862 et 2003, cette commission assure l'entretien des canaux. Son siège est situé à Lachen dans le canton de Schwytz. Depuis 2004, les compétences ont été transférées à un concordat entre les cantons de Glaris, de Schwytz, de Saint-Gall et de Zurich. Les installations ont résisté aux crues de mai 1999 et d'août 2005.